# هالدور اسکراد
هالدور اسکراد (انگلیسی: Halldor Skard؛ زادهٔ ۱۱ آوریل ۱۹۷۳) اسکی‌باز نوردیک اهل نروژ است. او در مسابقات ترکیبی نوردیک است که از سال ۱۹۹۰ تا ۲۰۰۰ در این مسابقات شرکت کرد. او در المپیک زمستانی ۱۹۹۸ در ناگانو ، در ماده تیمی ۴ در ۵ کیلومتر برنده شد . اسکارد همچنین در مسابقات قهرمانی اسکی جهان نوردیک FIS، دو مدال طلا در سال ۱۹۹۷ و نقره در سال ۱۹۹۵ در ماده تیمی ۴ در ۵ کیلومتر کسب نمود.